# Naguanagua
La città di Naguanagua è la capitale del municipio omonimo, si trova dello stato Carabobo, ed è parte della Area Metropolitana di Valencia, in Venezuela. Naguanagua  ha una popolazione di circa 144.308 abitanti (2008).